# Bolsjojteatret
Bolsjojteatret (russisk: Большой театр, tr. Bolsjoj teatr; dansk: ~ Store Teater) opfører teater, opera og ballet i Moskva i Rusland.

## Historie
Teatret blev grundlagt i 1776 af fyrst Peter Urussov og Michael Maddox. I begyndelsen gav teatret forestillinger i private hjem, men i 1780 erhvervede det Petrovka-teatret og begyndte at opføre skuespil og operaer.
Den nuværende bygning Teaterpladsen erstattede i 1825 Petrovka-teatret, der var ødelagt af en brand i 1805. Det nye teater var tegnet af arkitekten Osip (Joseph) Bove, som også havde bygget det nærtliggende Malyj teater i 1824. I Moskva og Sankt Petersborg var der kun to kejserlige teatre,[kilde mangler] et til opera og ballet og et til tragedier og komedier. Da opera og ballet blev anset for finere end drama, hed operaen "det store teater" (Bolsjoj betyder "stor" eller "storslået") og dramateatret – "mindre teater" (Malyj er russisk for "lille").
Teatret blev indviet den 18. januar 1825. I begyndelsen opførte det udelukkende russiske stykker, men i 1840 kom udenlandske værker til. En brand i 1853 medførte omfattende skader. Genopbygningen blev udført af Albert Kavos, søn af operakomponisten Caterino Kavos, og det genåbnede i 1856. Under 2. verdenskrig blev bygningen beskadiget af en bombe, men blev hurtigt repareret.

## Eksterne links
- Wikimedia Commons har flere filer relateret til Bolsjojteatret
- Moscow-Life: A brief introduction to the Bolshoi theatre, with user reviews!
- Chief Conductors Arkiveret 21. februar 2009 hos  Wayback Machine
- Bolshoi Theatre School in Brazil website Arkiveret 29. september 2007 hos  hos Archive.is (in English)

55°45′37″N 37°37′07″Ø / 55.7603°N 37.6186°Ø